# Unterseen
Unterseen je obec v kantonu Bern, v okrese Interlaken-Oberhasli. Žije zde  obyvatel.

## Geografie
Stejně, jako Interlaken a Matten, leží Unterseen na řece Aaře na náplavové rovině Bödeli mezi Thunským a Brienzským jezerem. Z Unterseenu je dobrý výhled na bernské hory Eiger, Mönch a Jungfrau.
Sousedními obcemi jsou Beatenberg, Habkern, Ringgenberg a Interlaken.

## Historie

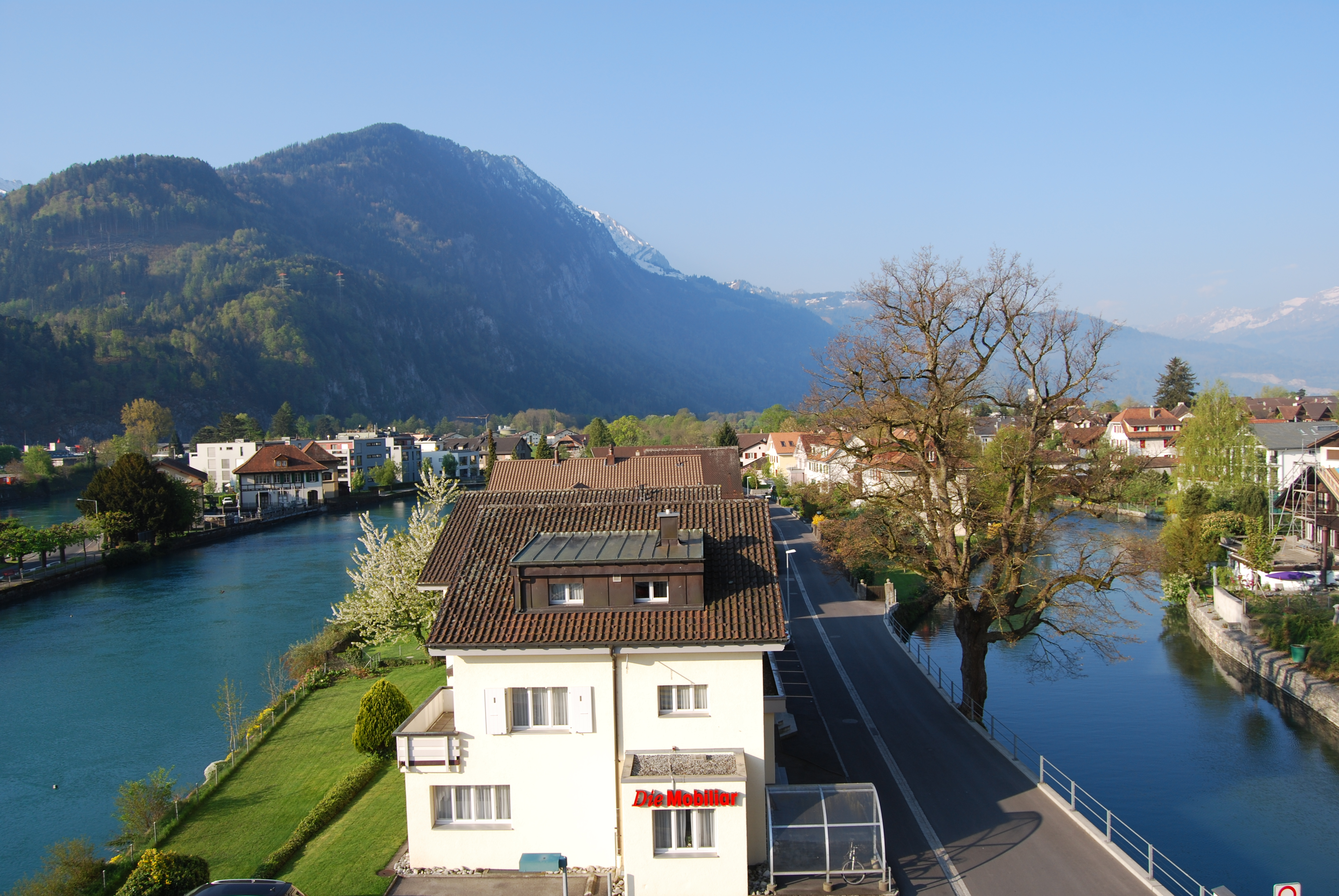
Zástavba obce na řece Aaře

13. července 1279 povolil král Rudolf I. Habsburský baronu Berchtoldovi III. von Eschenbach-Oberhofen postavit mezi oběma jezery pevnost (tal ze Undersewen). Novému opevnění udělil také městská práva.
Vzhledem ke strategicky významné poloze (Weissenau, později Neuhaus a samotný Unterseen byly překladišti alpského tranzitu) a komplikovaným mocenským vztahům docházelo opakovaně ke sporům. Kromě Unterseenu byly třemi hlavními místními aktéry opatství Interlaken, založené v roce 1130, a panství Unspunnen se sídlem na hradě Unspunnen. Ústředními vnějšími hráči byli zpočátku Habsburkové, tedy dle Schillera „Rakušané“, a později Bernburkové, tedy konfederáti. Spory se někdy vedly o rybolov, jindy o právo průchodu; někdy se vedly spory o církevní poplatky a desátky, jindy o vojenské nástupnictví.
V roce 1470 Unterseen podruhé vyhořel a Bern poté nařídil město obnovit a postavit v jeho středu radnici.
Po helvétském období byl Unterseen centrem odporu proti obnovené bernské feudální vládě. Slavnosti v Unspunnenu v letech 1805 a 1808 měly podle svých zakladatelů přinést smíření mezi městem a venkovem. Pokus se nezdařil a vláda od té doby podobné slavnosti zakázala. V roce 1815 vypukly interlakenské nepokoje, v nichž hráli obyvatelé Unterseenu důležitou roli.
Unterseen hrál od roku 1750, ještě před Interlakenem, důležitou roli ve vznikajícím turistickém průmyslu, kterou ztratil až kolem poloviny 19. století.

## Obyvatelstvo
| Rok            | 1850 | 1880 | 1900 | 1930 | 1950 | 1980 | 1990 | 2000 | 2010 | 2015 | 2019 | 2023 |
| Počet obyvatel | 1361 | 1995 | 2607 | 3119 | 3448 | 4568 | 4890 | 5201 | 5492 | 5690 | 5852 | 5738 |

## Doprava
Od roku 1914 byl Unterseen napojen na tramvajovou trať Steffisburg – Thun – Interlaken. Kvůli nedostatečné poptávce bylo spojení v letech 1939/40 převedeno na autobusovou dopravu mezi Beatenbuchtem a Interlakenem; dnes na tomto úseku jezdí linka STI 21.
Přístaviště Neuhaus (Unterseen) obsluhuje lodní společnost BLS Schifffahrt.

## Osobnosti
- Adrian Frutiger (1928–2015), typograf, grafik